# Natação nos Jogos Pan-Americanos de 2011 - Revezamento 4x100 m medley feminino
As competições do revezamento 4x100 metros medley feminino da natação nos Jogos Pan-Americanos de 2011 foram realizadas no dia 21 de outubro no Centro Aquático Scotiabank, em Guadalajara.

## Medalhistas
|  | USA Estados Unidos                                                                                                   |  | CAN Canadá |  | BRA Brasil                                                   |
|  | Rachel Bootsma Ann Chandler Claire Donahue Amanda Kendall Elizabeth Pelton Ashley Wanland Elaine Bredeen Erika Erndl |  | Gabrielle Soucisse Ashley McGregor Erin Miller Jennifer Beckberger Samantha Corea Kierra Smith Brenna MacLean Caroline Lapierre |  | Fabíola Molina Tatiane Sakemi Daynara de Paula Tatiana Lemos |

## Recordes
Antes desta competição, os recordes mundiais e olímpicos da prova eram os seguintes:
| Tipo                             | Atleta         | Tempo   | Local          | Data                | Ref |
| -------------------------------- | -------------- | ------- | -------------- | ------------------- | --- |
|                                  | China          | 3m52s19 | Roma           | 1 de agosto de 2009 | ver |
| Recorde dos Jogos Pan-Americanos | Estados Unidos | 4m04s60 | Rio de Janeiro | 22 de julho de 2007 | ver |

## Resultados

### Eliminatórias
| Pos. | Bateria | Raia | Nadadores                                                               | País               | Tempo   | Obs. |
| ---- | ------- | ---- | ----------------------------------------------------------------------- | ------------------ | ------- | ---- |
| 1    | 2       | 4    | Elizabeth Pelton Ashley Wanland Elaine Breeden Erika Erndl              | USA Estados Unidos | 4:04.52 | , Q  |
| 2    | 1       | 5    | Fabíola Molina Tatiane Sakemi Daynara de Paula Tatiana Lemos            | BRA Brasil         | 4:15.53 | Q    |
| 3    | 1       | 4    | Samantha Corea Kierra Smith Brenna MacLean Caroline Lapierre            | CAN Canadá         | 4:15.73 | Q    |
| 4    | 2       | 5    | Lourdes Villaseñor Byanca Rodríguez Rita Medrano Liliana Ibáñez         | MEX México         | 4:19.32 | Q    |
| 5    | 2       | 3    | Elimar Barrios Mercedes Toledo Eliana Barrios Wendy Rodríguez           | VEN Venezuela      | 4:20.85 | Q    |
| 6    | 2       | 6    | Alana Dillette Alicia Lightbourne Mckayla Lightbourn Ariel Weech        | BAH Bahamas        | 4:23.04 | Q    |
| 7    | 1       | 3    | Florencia Perotti Julia Sebastián Georgina Bardach Nadia Colovini       | ARG Argentina      | 4:27.43 | Q    |
| 8    | 1       | 6    | Alana Berrocal Patricia Casellas Debra Rodríguez Barbara Caraballo      | PUR Porto Rico     | 4:34.65 | Q    |
| 9    | 2       | 2    | Andrea Cedrón Patricia Quevedo Daniela Miyahara Mariangela Macchiavello | PER Peru           | 4:39.27 |      |

### Final
| Pos.              | Raia | Nadadores                                                            | País               | Tempo   | Obs.                             |
| ----------------- | ---- | -------------------------------------------------------------------- | ------------------ | ------- | -------------------------------- |
| Medalha de ouro   | 4    | Rachel Bootsma Ann Chandler Claire Donahue Amanda Kendall            | USA Estados Unidos | 4:01.00 | Recorde dos Jogos Pan-Americanos |
| Medalha de prata  | 3    | Gabrielle Soucisse Ashley McGregor Erin Miller Jennifer Beckberger   | CAN Canadá         | 4:07.04 |                                  |
| Medalha de bronze | 5    | Fabiola Molina Tatiane Sakemi Daynara de Paula Tatiana Lemos         | BRA Brasil         | 4:07.12 |                                  |
| 4                 | 6    | Fernanda González Arantxa Medina Rita Medrano Liliana Ibáñez         | MEX México         | 4:09.41 |                                  |
| 5                 | 1    | Florencia Perotti Julia Sebastián Cecilia Bertoncello Nadia Colovini | ARG Argentina      | 4:16.18 |                                  |
| 6                 | 7    | Mckayla Lightbourn Alicia Lightbourne Alana Dillette Ariel Weech     | BAH Bahamas        | 4:16.97 |                                  |
| 7                 | 2    | Jeserik Pinto Daniela Victoria Erika Torellas Arlene Semeco          | VEN Venezuela      | 4:18.76 |                                  |
| 8                 | 8    | Alana Berrocal Trysha Centeno Barbara Caraballo Debra Rodríguez      | PUR Porto Rico     | 4:23.16 |                                  |

Legenda
| Recorde mundial                  | Recorde mundial (World record)               |                       | Recorde africano                      | Recorde africano (African) |                                           | Q | Classificado por posição (Qualified) |
| Recorde dos Jogos Pan-Americanos | Recorde pan-americano (Pan-American record)  | Recorde da América    | Recorde da América (Americas)         | q                          | Classificado por melhor tempo (Qualified) |   |                                      |
| Melhor marca do ano              | Melhor marca do ano (World leading)          | Recorde asiático      | Recorde asiático (Asian)              | DNS                        | Não largou (Did not start)                |   |                                      |
| Recorde nacional                 | Recorde nacional (National record)           | Recorde europeu       | Recorde europeu (European)            | DNF                        | Não terminou (Did not finish)             |   |                                      |
| Recorde pessoal                  | Recorde pessoal do atleta (Personal best)    | Recorde da Oceania    | Recorde da Oceania (Oceania)          | DSQ / DQ                   | Desclassificado (Disqualified)            |   |                                      |
| Recorde da temporada             | Recorde da temporada do atleta (Season best) | Recorde sul-americano | Recorde sul-americano (South America) | NM                         | Sem marca (No mark)                       |   |                                      |